# Gyula Trebitsch
Gyula Trebitsch (ur. 3 listopada 1914 w Budapeszcie, zm. 12 grudnia 2005 w Hamburgu) – węgierski producent filmowy, działający w Niemczech.
Wykształcenie filmowe uzyskał przy słynnej wytwórni niemieckiej Universum Film (UFA) w Berlinie. W 1937 założył w Budapeszcie własne przedsiębiorstwo filmowe. Ze względu na żydowskie pochodzenie padł wkrótce ofiarą prześladowań - był robotnikiem przymusowym oraz więźniem obozów koncentracyjnych Sachsenhausen, Barth koło Rostocka i Wöbbelin. W czasie II wojny światowej zginął jego brat, Holocaust przeżyli natomiast w Budapeszcie rodzice, którzy po wojnie wyjechali do Izraela.
Już krótko po wyzwoleniu obozu Wöbbelin przez wojska amerykańskie Trebitsch wrócił do pracy związanej z filmem. Od brytyjskich władz wojskowych w Itzehoe (Szlezwik-Holsztyn) otrzymał licencję na prowadzenie dwóch kin. Zdecydował się pozostać w Niemczech. W 1947 z Walterem Koppelem założył wytwórnię Real-Film, jedną z większych firm branży filmowej w północnych Niemczech. Pierwszym filmem produkowanym przez Trebitscha po wojnie był Die letzte Nacht (1949), z udziałem Margarete Haagen i Carla-Heinza Schrotha.
Sukcesy odnosiły kolejne filmy, m.in. Keine Angst vor großen Tieren (1953, z Heinzem Rühmannem) i Der Teufels General (1955, z Curdem Jürgensem). Liczne nagrody zebrał produkowany przez Trebitscha Kapitan z Köpenick (Der Hauptmann von Köpenick, 1956, z Rühmannem w roli głównej); film otrzymał nominację do Oscara, statuetka trafiła jednak do Federico Felliniego za Noce Cabirii. Z innych znanych filmów, których produkcją zajmował się Trebitsch, można wymienić: Die Zürcher Verlobung (1957, z Liselotte Pulver), Dr. Crippen lebt (1958, z Peterem van Eyckiem), Der Schinderhannes (1958, z Jürgensem), Frau Warrens Gewerbe (1960, z Lilli Palmer). Firma Trebitscha zajmowała się również licznymi produkcjami telewizyjnymi (m.in. Gertrud Stranitzki, 1966 i Ida Rogalski, 1969, z udziałem Inge Meysel).
W 1983 został laureatem niemieckiej nagrody filmowej Goldene Kamera, otrzymał także honorową nagrodę filmu niemieckiego za całokształt pracy w 2000. Producentami filmowymi zostały jego dzieci ze związku z kostiumolożką Erną Sander – córka Katharina i syn Markus.